# Väljaküla (Valjala)
Väljaküla – wieś w Estonii, w prowincji Sarema, w gminie Valjala.